# بي. جي. هسندريكس
بي. جي. هسندريكس هو سياسي أمريكي، ولد في 16 ديسمبر 1922 في Jenny Lind, Arkansas ‏ في الولايات المتحدة، وتوفي في 21 مارس 2020. نشط حزبياً في الحزب الديمقراطي. وقد انتخب عضو مجلس نواب أركنساس ‏.